# Eurycope alia
Eurycope alia är en kräftdjursart som beskrevs av Wilson 1982. Eurycope alia ingår i släktet Eurycope och familjen Munnopsidae. Inga underarter finns listade i Catalogue of Life.